# طلعت بصاري
طلعت بصاري (بالفارسية: طلعت بصارى) (ولدت في 1302 في بابل )، شاعرة وكاتبة وباحثة إيرانية، وأستاذة متخصص في الآداب الملحمية مثل الشاهنامة، وهي من سكان ولاية نيو جيرسي.

## السيرة الذاتية
ولدت طلعت بصاري عام 1923 في بابل، لديها العديد من الكتب حول قضايا المرأة في مجال اللغة الفارسية وآدابها وهي حاصلة على شهادة الدكتوراه.
حصلت على درجة الدكتوراه في اللغة الفارسية وآدابها، وتخصصت في الآداب الملحمية، اهتمت بالحركة النسائية في إيران، وكانت غالبًا ماتركز في أبحاثها على فهم الرسائل الأنثوية في أمهات الأدب الفارسي مثل الشاهنامة، وتبحث من وجهة نظر أنثوية عن جوانب مفيدة. وهي أول امرأة تشغل منصب نائب المستشار في الجامعة.
في إحدى مقابلاتها مع راديو فاردا قالت: على الرغم من أن مايشاع حول الفردوسي لم يكن جيدا جدًا مما يخص تناوله للنساء الآسيويات في أدبه، لكن عندما يقرأ الناس الشاهنامه، يدركون أن الأمر ليس كذلك.

## مؤلفاتها
- قواعد اللغة الفارسية (1345 و 1348. وصف 511 ص الناشر طهران: مكتبة نقية)
- الأغاني والموسيقى الأجهزة والأدوات دعت إيران (طهران 1346. الناشر: مكتبة نقية)
- زعيم حركة حرية المرأة الإيرانية (طهران 1346. الناشر: مكتبة نقية)
- الشاهنامه للمرأة (الأبطال) (1350. الناشر طهران: كلية العالي)
- الوجه الحلو (1350. وصف 503 ص الناشر الأهواز جامعة الجندي شابور)
- النساء في الشاهنامه (الموصوفة في [408]، ص الناشر طهران)
- تأثير المرأة في الأدب الفارسي .[7]